# Eurygonias hylacanthus
Eurygonias hylacanthus is een zeester uit de familie Odontasteridae.
De wetenschappelijke naam van de soort werd in 1913 gepubliceerd door Farquhar.